# 天主教華人主教列表
以下是天主教的華人主教列表。雖然天主教從傳入中國已經歷數百年，唯中間並沒有太多華人曾擔任過主教一職。以下為歷年來部份世界各地的華人主教列表。（本列表尚未包括所有在台灣任職的主教。請參看台灣天主教主教列表條目。）

## 華人主教列表

### 1920年代或以前
| 肖像 牧徽 | 姓名 聖名                    | 出生日期 出生地                                   | 逝世日期 逝世地                                  | 職位                                         | 晉鐸           | 晉牧           | 樞機職 |
| --------- | ---------------------------- | ------------------------------------------------- | ------------------------------------------------ | -------------------------------------------- | -------------- | -------------- | ------ |
|           | 罗文藻 （一說羅文炤） 額我略 | 约1616年 大明福建承宣布政使司福安县罗家巷         | 1691年2月27日 · 大清江南省江宁府                 | 南京教區主教、領銜巴希利諾堡主教             | 1654年7月4日   | 1690年4月10日  | /      |
|           | 赵怀义 斐理伯                | 1880年10月4日 · 大清北京以西十五里的正福寺村      | 1927年10月14日 · 中華民國直隸省宣化縣            | 宣化教区宗座代牧、領銜鄰瓦卡主教             | 1904年2月27日  | 1926年5月10日  | /      |
|           | 陈国砥 類思                  | 1875年11月7日 · 大清山西省潞安安陽村              | 1930年3月9日 · 中華民國山西省汾陽縣              | 汾阳教区宗座代牧、領銜歷圖亞主教             | 1903年5月15日  | 1926年5月10日  | /      |
|           | 朱开敏 西滿                  | 1868年10月30日 · 大清江苏省松江府上海县南市董家渡 | 1960年2月22日 · 中华人民共和国江蘇省南通市海門市 | 海门教区主教、領銜賚斯畢府主教               | 1898年6月28日  | 1926年10月28日 | /      |
|           | 胡若山 若瑟                  | 1881年2月22日 · 大清浙江省寧波府定海縣            | 1962年8月18日 · 中华人民共和国浙江省台州市       | 台州教区主教、領銜埃爾祖魯姆主教             | 1909年6月5日   | 1926年10月28日 | /      |
|           | 孫德禎 默爾覺                | 1869年11月19日 · 大清北京                         | 1951年8月23日 · 中华人民共和国河北省安國市       | 安国教区宗座代牧、領銜伊畢斯主教             | 1899年1月24日  | 1926年10月28日 | /      |
|           | 成和德 奧多利各              | 1873年7月22日 · 大清湖北省老河口                  | 1928年11月13日 · 中華民國湖南省衡陽市            | 蒲圻教区宗座代牧、領銜康天那主教             | 1900年7月15日  | 1926年10月28日 | /      |
|           | 程有猷 伯多祿                | 1881年3月5日 · 大清直隸省懷來縣                   | 1935年8月25日 · 中華民國直隸省宣化府             | 宣化府教区宗座代牧、領銜皮里斯亞的蘇素沙主教 | 1904年5月13日  | 1928年3月28日  | /      |
|           | 張智良 艾伯李斯特            | 1887年3月15日 · 大清                              | 1932年5月26日 · 中華民國                         | 集宁教区宗座代牧、領銜康天那主教             | 1917年12月28日 | 1929年2月2日   | /      |
|           | 張敬修 若瑟·瑪莉亞           | 1881年3月11日 · 大清湖北省武漢市漢口              | 1941年4月20日 · 中華民國湖北省蒲圻市             | 蒲圻監牧區監牧                               | 1908年12月19日 | 1929年4月16日  | /      |
|           | 李容兆 瑪竇                  | 1877年9月14日 · 大清四川省叙州府興文縣            | 1935年8月4日 · 中華民國四川省                    | 雅州教区宗座代牧、領銜忒洛斯主教             | 1910年1月22日  | 1929年10月22日 | /      |
|           | 王泽浦 方濟各·沙勿略         | 1872年11月3日 · 大清四川省重慶                    | 1959年 · 中华人民共和国四川省萬縣                | 万县教区主教、領銜仙迪亞、邁克塞爾主教       | 1909年1月23日  | 1929年12月16日 | /      |

### 1930年代
| 肖像 牧徽 | 姓名 聖名            | 出生日期 出生地                              | 逝世日期 逝世地                                 | 職位 | 晉鐸           | 晉牧           | 樞機職        |
| --------- | -------------------- | -------------------------------------------- | ----------------------------------------------- | --- | -------------- | -------------- | ------------- |
|           | 王文成 保祿          | 1881年9月8日 · 大清                          | 1961年1月18日 · 中华人民共和国                  | 順慶府宗座代牧區宗座代牧、順慶教區主教、領銜歐勒拿主教                                                               | 1911年8月9日   | 1930年2月24日  | /             |
|           | 刘锦文 方濟各        | 1872年8月15日 · 大清山西省長治市             | 1951年4月3日 · 中华人民共和国                   | 汾陽宗座代牧區宗座代牧、領銜土耳其拉普塞基教區主教                                                                   | 1903年6月18日  | 1930年7月23日  | /             |
|           | 楊福爵 波尼法爵      | 1878年10月26日 · 大清廣東省                  | 1938年2月23日 · 中華民國廣東省廣州              | 廣州宗座代牧區輔理宗座代牧、領銜突尼斯埃古加教區主教                                                                 | 1906年5月13日  | 1931年7月26日  | /             |
|           | 周济世 若瑟          | 1892年1月23日 · 大清直隸省藁城县小广扬村     | 1972年 · 中华人民共和国河北省保定市             | 保定教区宗座代牧、南昌教区总主教、領銜格慧蒂斯主教                                                                   | 1919年6月29日  | 1931年8月2日   | /             |
|           | 张弼德 若望          | 1893年1月12日 · 大清河北省宁晋县唐邱乡小营里 | 1976年11月12日 · 中华人民共和国河北省           | 赵县教区主教、天津教區宗座代牧、領銜安提皮亞普、皮那馬納特主教                                                       | 1917年12月22日 | 1932年4月24日  | /             |
|           | 成玉堂 伯多祿        | 1878年1月27日 · 大清山西省晋城小寨村         | 1942年3月10日 · 中華民國山西省                  | 洪洞監牧區監牧 | 1903年6月18日  | 1932年5月24日  | /             |
|           | 张指南 若望          | 1872年10月9日 · 大清陕西省户县天桥乡上涧子   | 1940年7月1日 · 中華民國陕西省                   | 盩厔監牧區监牧 | 1899年12月8日  | 1932年6月14日  | /             |
|           | 樊恒安 若瑟          | 1882年10月16日 · 大清直隸省張家口市          | 1975年 · 中华人民共和国                         | 集宁教区主教、領銜帕福斯主教                                                                                         | 1910年9月24日  | 1933年1月10日  | /             |
|           | 崔守恂 若瑟          | 1877年7月27日 · 大清直隸省                   | 1953年4月15日 · 中华人民共和国                  | 永年教区主教、領銜泰納斯主教                                                                                         | 1904年5月19日  | 1933年6月11日  | /             |
|           | 王基之 伯多祿        | 1890年12月23日 · 大清熱河省駐馬店            | 1938年8月 · 中華民國熱河省                      | 駐馬店監牧區監牧 | 1919年5月31日  | 1933年8月4日   | /             |
|           | 王道南 思維·斐理伯   | 1892年3月1日 · 大清山西省太原府              | 1949年10月4日 · 中华人民共和国山西省            | 凤翔教区主教、領銜阿斯里比斯主教                                                                                     | 1920年10月31日 | 1933年10月26日 | /             |
|           | 余郁文 法比盎        | 1890年9月27日 · 大清四川省崇慶縣             | 1943年5月6日 · 中華民國四川省樂山市峨眉山十里坡 | 嘉定教區宗座代牧、領銜化吉沙主教                                                                                     | 1920年10月31日 | 1936年7月7日   | /             |
|           | 张润波 若瑟          | 1899年4月5日 · 大清福建省漳州                | 1949年8月23日 · 中華民國福建省                  | 宣化教区主教、領銜他達馬他、阿卡迪亞的卡那波納斯主教                                                                 | 1922年12月22日 | 1936年7月7日   | /             |
|           | 于斌 保祿            | 1901年4月13日 · 大清黑龍江將軍轄區蘭西縣     | 1978年8月16日 · 梵蒂冈                          | 南京教区總主教、領銜巴勒斯坦的蘇素沙主教、領銜羅馬耶穌聖工堂區樞機助祭                                               | 1928年12月22日 | 1936年9月20日  | 1969年4月28日 |
|           | 王增义 若望洗者      | 1884年5月13日 · 大清                         | 1951年2月21日 · 中华人民共和国                  | 安国教區主教、領銜拉米亞主教                                                                                         | 1911年5月18日  | 1937年7月1日   | /             |
|           | 赵振声 方濟各·沙勿略 | 1894年11月30日 · 大清直隸省景县黄古莊        | 1968年10月15日 · 中华人民共和国                 | 獻縣教區主教、領銜碧斯卡主教                                                                                         | 1923年8月26日  | 1937年12月2日  | /             |
|           | 陈启明 約伯          | 1891年11月8日 · 大清直隸省正定府王家莊       | 1959年6月10日 · 巴西聖保羅市                    | 正定教区主教、領銜般達主教                                                                                           | 1916年1月6日   | 1939年1月5日   | /             |
|           | 田耕莘 多默          | 1890年9月27日 · 大清山東省阳谷縣張秋鎮       | 1967年7月24日 · 中華民國嘉義縣嘉義市            | 阳谷教区宗座代牧、青岛教区主教、北平總教区總主教、台北總教區署理總主教、領銜屈斯比主教、領銜維塔聖瑪利亞堂區樞機助祭 | 1918年6月9日   | 1939年7月11日  | 1946年2月18日 |

### 1940年代
| 肖像 牧徽 | 姓名 聖名          | 出生日期 出生地                             | 逝世日期 逝世地                            | 職位                                                       | 晉鐸           | 晉牧           | 樞機職                                            |
| --------- | ------------------ | ------------------------------------------- | ------------------------------------------ | ---------------------------------------------------------- | -------------- | -------------- | ------------------------------------------------- |
|           | 高正一 若瑟        | 1898年 · 大清陕西省户县罗什乡石井村         | 1951年 · 中华人民共和国                    | 盩厔監牧區、洪洞監牧區监牧                                 | 1922年10月4日  | 1941年5月30日  | /                                                 |
|           | 張作恆 維德        | 1903年8月22日 德属胶澳租借地青岛            | 1982年11月1日 · 西德                       | 信陽教區主教、領銜賚斯畢府、息安尼主教、科隆总教区辅理主教 | 1930年5月16日  | 1941年7月8日   | /                                                 |
|           | 高宗漢 若瑟        | 1897年 · 大清                               | 1944年11月14日 · 中華民國                  | 洪洞監牧區監牧                                             | 1922年10月4日  | 1942年         | /                                                 |
|           | 牛會卿 多默        | 1895年9月18日 · 大清                        | 1973年2月28日 · 中華民國嘉義縣嘉義市       | 阳谷教区主教、福寧、嘉義教區署理主教、領銜石太主教         | 1923年9月30日  | 1943年4月4日   | /                                                 |
|           | 袁克治 若瑟·瑪莉亞 | 1898年2月18日 · 大清                        | 1969年1月30日 · 中華民國                   | 驻马店教区主教、領銜卡呂冬主教                             | 1919年12月24日 | 1945年5月4日   | /                                                 |
|           | 王木铎 伯多祿      | 1904年5月25日 · 大清直隸省滹沱店            | 1959年10月3日 · 中华人民共和国             | 宣化教区主教                                               | 1929年12月19日 | 1948年1月8日   | /                                                 |
|           | 韩廷弼 方濟各      | 1908年2月22日 · 大清山西省長子縣酒村        | 1991年12月21日 · 中华人民共和国            | 洪洞教区主教                                               | 1934年7月22日  | 1949年         | /                                                 |
|           | 李道南 若瑟        | 1902年7月17日 · 大清湖北省隨州              | 1973年 · 中华人民共和国                    | 蒲圻教区主教                                               | 1936年8月15日  | 1949年2月23日  | /                                                 |
|           | 雷震霞 西滿        | 1915年10月11日 · 中華民國山西省汾陽縣       | 1970年3月25日 · 中华人民共和国             | 汾阳教区主教                                               | 1939年1月15日  | 1949年6月9日   | /                                                 |
|           | 皮漱石 依納爵      | 1897年2月1日 · 大清奉天省遼陽縣沙嶺村       | 1978年5月16日 · 中华人民共和国北京         | 奉天總教區总主教                                           | 1928年7月1日   | 1949年7月26日  | /                                                 |
|           | 邓及洲 保祿        | 1905年11月9日 · 大清四川省成都              | 1990年8月10日 · 中华人民共和国             | 嘉定教区主教                                               | 1936年2月9日   | 1949年9月21日  | /                                                 |
|           | 龔品梅 依納爵      | 1901年8月2日 · 大清江蘇省松江府川沙廳唐墓橋 | 2000年3月12日 · 美国康涅狄格州斯坦福市     | 蘇州、上海教区主教、領銜聖西斯托堂區樞機助祭               | 1930年5月28日  | 1949年10月7日  | 1979年6月30日 （默存心中） 1991年6月29日 （正式） |
|           | 段蔭明 瑪弟亞      | 1908年2月22日 · 大清四川省達縣              | 2001年1月10日 · 中华人民共和国重慶市萬州區 | 万县教区主教                                               | 1937年5月27日  | 1949年10月18日 | /                                                 |

### 1950年代
| 肖像 牧徽 | 姓名 聖名              | 出生日期 出生地                                | 逝世日期 逝世地                                          | 職位                             | 晉鐸           | 晉牧           | 樞機職 |
| --------- | ---------------------- | ---------------------------------------------- | -------------------------------------------------------- | -------------------------------- | -------------- | -------------- | ------ |
|           | 周维道 安多尼          | 1905年5月1日 · 大清陝西省扶風縣大營里村        | 1983年2月14日 · 中华人民共和国陝西省鳳翔縣               | 凤翔教区主教                     | 1930年1月18日  | 1950年5月31日  | /      |
|           | 鄧以明 道明            | 1908年5月13日 · 英屬香港                       | 1995年6月27日 · 美国康涅狄克州斯坦福                     | 廣州總主教、領銜埃拉提亞主教     | 1941年5月31日  | 1950年10月1日  | /      |
|           | 易宣化 方濟各          | 1900年11月18日 · 大清湖北省谷城縣紫金鎮沈埡村  | 1974年8月26日 · 中华人民共和国湖北省襄樊市               | 襄阳教区主教                     | 1926年2月14日  | 1951年5月10日  | /      |
|           | 張克興 默爾爵          | 1914年1月6日 · 中華民國察哈爾省西灣子          | 1988年11月6日 · 中华人民共和国                           | 西湾子教区主教、領銜克吕提厄主教 | 1939年5月18日  | 1951年5月24日  | /      |
|           | 宗懷謨 雅豐索          | 1904年4月2日 · 大清                            | 1978年 · 中华人民共和国                                  | 烟台教区主教                     | 1931年4月19日  | 1951年6月14日  | /      |
|           | 蘇伯露 保祿            |                                                | 1980年 · 中国                                            | 溫州教區宗座署理                 |                | 1951年6月15日  | /      |
|           | 范學淹 伯鐸·若瑟       | 1907年12月29日 · 大清直隸省保定清苑縣小望亭村  | 1992年4月13日 · 中华人民共和国河北省承德市寬城縣潘家水庫 | 保定教区主教                     | 1934年12月22日 | 1951年6月24日  | /      |
|           | 李伯漁 類斯            | 1908年8月3日 · 大清陕西省户县甘河乡围棋寨      | 1980年2月7日 · 中华人民共和国                            | 盩厔教区主教                     | 1933年7月9日   | 1951年8月5日   | /      |
|           | 王學明 方濟各          | 1910年10月4日 · 大清內札薩克蒙古達拉特旗小淖村 | 1997年2月10日 · 中华人民共和国                           | 綏遠總教區總主教                 | 1935年7月28日  | 1951年8月19日  | /      |
|           | 李宣德 皮斯迪          | 1904年3月1日 · 大清                            | 1972年2月16日 · 中华人民共和国                           | 西安總教區宗座署理、延安教区主教 | 1930年5月17日  | 1951年12月13日 | /      |
|           | 萬次章 若瑟            | 1908年2月6日 · 大清                            | 1961年3月 · 中华人民共和国                               | 衡州教区主教                     | 1934年5月18日  | 1952年2月14日  | /      |
|           | 陳永祥 方濟各          | 1913年7月25日 海峽殖民地新加坡                 | 1967年12月20日 · 马来西亚                                | 檳城教區主教                     | 1939年12月4日  | 1955年8月28日  | /      |
|           | 杨广祺 安多尼·曉米里斯 | 1912年12月17日 · 中華民國                      | 1957年11月11日 · 中华人民共和国                          | 榆次教区當選主教                 | 1940年3月9日   | 1955年9月20日  | /      |

### 1960年代
| 肖像 牧徽 | 姓名 聖名            | 出生日期 出生地                           | 逝世日期 逝世地                            | 職位                                                                             | 晉鐸          | 晉牧          | 樞機職        |
| --------- | -------------------- | ----------------------------------------- | ------------------------------------------ | -------------------------------------------------------------------------------- | ------------- | ------------- | ------------- |
|           | 成世光 保祿          | 1915年9月15日 · 中華民國山西省孝义县      | 2012年8月23日 · 中華民國臺中市西屯區       | 台北總教區輔理總主教、嘉義教區署理主教、台南教區主教、領銜逸肖那主教             | 1943年6月29日 | 1960年5月3日  | /             |
|           | 羅光 達義            | 1911年1月1日 · 大清湖南省衡陽縣南鄉陡陂町 | 2004年8月28日 · 中華民國臺北市             | 台南教區主教、台北總教區總主教                                                   | 1936年2月9日  | 1961年5月21日 | /             |
|           | 辛海棉 雅各          | 1928年8月31日 · 菲律賓阿克蘭省新華盛頓    | 2005年6月21日 · 菲律賓馬尼拉大都會區仙範市 | 雅羅總教區、馬尼拉總教區總主教、領銜奧巴、馬薩朗斯主教、群山聖瑪利亞堂區樞機司鐸 | 1954年4月3日  | 1967年2月10日 | 1976年5月24日 |
|           | 徐誠斌 方濟各·沙勿略 | 1920年2月20日 · 中華民國上海              | 1973年5月23日 · 英屬香港                   | 香港教區主教、領銜何維亞主教                                                     | 1959年3月14日 | 1967年6月12日 | /             |
|           | 楊瑞元 額我略        | 1925年5月20日 海峽殖民地華都牙也          | 2008年6月28日 · 新加坡                     | 檳城教區主教、新加坡總教區總主教                                                 | 1951年12月3日 | 1968年7月1日  | /             |

### 1970年代
| 肖像 牧徽 | 姓名 聖名                 | 出生日期 出生地                            | 逝世日期 逝世地                                   | 職位                                                                   | 晉鐸           | 晉牧           | 樞機職        |
| --------- | ------------------------- | ------------------------------------------ | ------------------------------------------------- | ---------------------------------------------------------------------- | -------------- | -------------- | ------------- |
|           | 賈彥文 瑪竇               | 1925年1月17日 · 中華民國河北省元氏縣       |                                                   | 嘉義教區、花蓮教區主教、台北總教區總主教、金門、馬祖宗座署理區宗座署理 | 1951年7月15日  | 1970年7月16日  | /             |
|           | 鍾萬庭 伯多祿             | 1928年9月10日 北婆羅洲山打根               |                                                   | 領銜阿索洛教區主教、亞庇總教區總主教                                   | 1954年9月26日  | 1970年11月15日 | /             |
|           | 李宏基 伯多祿             | 1922年3月29日 · 中華民國廣東省南海         | 1974年7月23日 · 英屬香港                          | 香港教區主教、領銜鄂塔巴主教                                           | 1952年7月6日   | 1971年7月3日   | /             |
|           | 曾順祥 雅各               | 1926年7月26日 英屬海峽殖民地司南馬         |                                                   | 甲柔教區主教                                                           | 1959年8月9日   | 1972年12月18日 | /             |
|           | 胡振中 若望洗者           | 1925年3月26日 · 中華民國廣東省五華縣河口鄉 | 2002年9月23日 · 香港                              | 香港教區主教、領銜摩贊雅諾卡梅爾山的聖母瑪利亞堂區樞機助祭             | 1952年7月6日   | 1975年4月5日   | 1988年6月28日 |
|           | 狄剛 若瑟                 | 1928年5月7日 · 中華民國河南省              | 2022年12月29日 · 中華民國台灣新北市新店區耕莘醫院 | 嘉義教區主教、台北總教區總主教、金門、馬祖宗座署理區宗座署理           | 1953年12月20日 | 1975年6月21日  | /             |
|           | 馮啟祥 (譯音) 西滿·米迦勒 | 1931年6月3日 北婆羅洲山打根                | 1985年11月16日 · 马来西亚亞庇                     | 亞庇總教區總主教、領銜卡達皮林主教                                     | 1963年12月29日 | 1976年5月13日  | /             |
|           | 李國興 安多尼             | 1937年3月20日 · 砂拉越美里                 |                                                   | 美里教區主教                                                           | 1966年1月2日   | 1977年11月20日 | /             |

### 1980年代
| 肖像 牧徽 | 姓名 聖名                                  | 出生日期 出生地                                          | 逝世日期 逝世地                                                | 職位                                                       | 晉鐸           | 晉牧                                                  | 樞機職        |
| --------- | ------------------------------------------ | -------------------------------------------------------- | -------------------------------------------------------------- | ---------------------------------------------------------- | -------------- | ----------------------------------------------------- | ------------- |
|           | 單國璽 保祿                                | 1923年12月2日 · 中華民國直隸省濮陽縣                     | 2012年8月22日 · 中華民國台灣新北市新店區                       | 花蓮教區主教、高雄教區總主教、領銜聖基所恭聖殿堂區樞機司鐸 | 1955年3月18日  | 1980年2月14日                                         | 1998年2月21日 |
|           | 李鏡峰 路加                                | 1922年2月26日 · 中華民國陝西省高陵县通远坊               | 2017年11月17日 · 中华人民共和国陝西省凤翔县城关镇瓦窑头村      | 鳳翔教區主教                                               | 1947年6月26日  | 1980年4月25日                                         | /             |
|           | 周善夫 方濟各                              | 1915年 · 中華民國                                        | 1989年1月5日 · 中国                                            | 易县教区主教                                               | 1944年         | 1981年                                                | /             |
|           | 楊立柏 斐理伯                              | 1919年6月15日 · 中華民國甘肅省古浪縣土門山區             | 1998年2月15日 · 中国甘肅省蘭州                                 | 蘭州總主教                                                 | 1949年7月1日   | 1981年                                                | /             |
|           | 靳德辰 若瑟                                | 1918年 · 中華民國                                        | 2002年11月21日 · 中国                                          | 南陽教區主教                                               | 1947年         | 1981年                                                | /             |
|           | 賈治國 儒略                                | 1935年5月1日 · 中華民國直隸省晉州武邱村                  |                                                                | 正定教区主教                                               | 1980年6月7日   | 1981年2月8日                                          | /             |
|           | 王彌祿 （教會文件：王覓錄、王泰） 嘉璽彌祿 | 1943年1月24日 · 中華民國甘肅省甘谷縣大像山鎮             | 2017年2月14日 · 中国甘肅省蘭州                                 | 秦州教区主教                                               | 1980年5月13日  | 1981年2月20日                                         | /             |
|           | 常振國 保祿                                |                                                          | 1985年 · 中国                                                  | 四平街教区主教                                             |                | 1981年4月20日                                         | /             |
|           | 張懷信 多默                                | 1925年5月23日 · 中華民國河南省安陽縣洪河屯鄉             | 2016年5月8日 · 中国河南省安陽市                                | 衛輝教區主教                                               | 1950年10月19日 | 1981年10月19日                                        | /             |
|           | 余成悌 巴德茂                              | 1919年 · 中華民國                                        | 2009年9月14日 · 中国                                           | 漢中教區主教                                               | 1949年         | 1981年12月10日                                        | /             |
|           | 范文興 伯多祿                              | 1921年1月27日 · 中華民國                                 | 2006年2月28日 · 中国                                           | 景縣教區主教                                               | 1948年5月30日  | 1981年12月20日                                        | /             |
|           | 李思德 斯德望                              | 1927年 · 中華民國                                        | 2019年6月8日 · 中国天津市薊縣                                  | 天津教区主教                                               |                | 1982年                                                | /             |
|           | 師恩祥 葛斯默                              | 1921年2月 · 中華民國                                     |                                                                | 易縣教區主教                                               | 1947年8月14日  | 1982年                                                | /             |
|           | 范宇飛 保祿                                | 1931年7月26日 · 中華民國陕西省扶风县绛帐镇大营村         | 1995年4月5日 · 中国                                            | 盩厔教區主教                                               | 1946年         | 1982年1月25日                                         | /             |
|           | 宋維禮 保祿                                | 1913年6月17日 · 中華民國直隸省蠡縣泊庄村                 | 1996年7月20日 · 中国                                           | 易縣教區宗座監牧                                           | 1979年5月29日  | 1982年2月17日                                         | /             |
|           | 石鴻禎 默爾覺                              | 1921年 · 中華民國                                        |                                                                | 天津教區主教                                               |                | 1982年3月                                             | /             |
|           | 陸振聲 瑪弟亞                              | 1918年 · 中華民國                                        | 2002年1月4日 · 中国                                            | 秦州教區輔理主教                                           | 1981年4月17日  | 1982年3月2日                                          | /             |
|           | 韓景濤 安德肋                              | 1921年7月26日 · 中華民國河北省圍場縣山灣子               | 2020年12月30日 · 中国                                          | 四平街教區助理主教                                         | 1947年12月14日 | 1982年5月6日                                          | /             |
|           | 劉書和 保祿                                | 1919年 · 中華民國                                        | 1993年5月2日 · 中国                                            | 熱河教區宗座監牧、易縣助理宗座監牧                         | 1943年         | 1982年5月18日                                         | /             |
|           | 劉冠東 伯多祿                              | 1917年 · 中華民國                                        | 2013年12月28日 · 中国                                          | 易縣宗座監牧                                               | 1945年         | 1982年7月25日                                         | /             |
|           | 石洪臣 若瑟                                | 1928年2月27日 · 中華民國                                 | 2005年3月3日 · 中国                                            | 天津教區輔理主教                                           | 1957年8月11日  | 1982年8月11日 （教廷認可輔理主教） （自選自聖主教）   | /             |
|           | 鄭守鐸 奧思定                              | 1917年3月17日 · 中華民國                                 | 2006年7月16日 · 中国                                           | 新絳宗座監牧區宗座監牧                                     | 1949年3月13日  | 1982年9月23日 （秘密祝聖） 1991年1月13日 （公開就職） | /             |
|           | 陳建章 伯多祿                              | 1920年3月6日 · 中華民國直隶省徐水县谢坊营                | 1994年12月21日 · 中国                                          | 易县教区主教、保定教區主教                                 | 1947年8月14日  | 1983年                                                | /             |
|           | 李振榮 保祿                                | 1917年5月27日 · 中華民國                                 | 1992年4月20日 · 中国                                           | 獻縣教區主教                                               | 1951年5月31日  | 1983年4月                                             | /             |
|           | 葉而適 若望洗者                            | 1908年 · 大清                                            | 1992年3月22日 · 中国                                           | 福州總教區總主教                                           |                | 1984年                                                | /             |
|           | 劉和德 維多爾                              | 1912年2月3日 · 中華民國湖北省                            | 2001年12月10日 · 中国湖北省                                    | 漢口總教區總主教                                           | 1936年         | 1984年                                                | /             |
|           | 楊少懷 安多尼                              | 1915年5月 · 中華民國                                     | 1998年12月10日 · 中国                                          | 漢口總教區輔理主教                                         | 1945年         | 1984年                                                | /             |
|           | 張伯仁 伯多祿                              | 1915年2月14日 · 中華民國湖北省仙桃市                     | 2005年10月12日 · 中国湖北省仙桃市                              | 漢陽教區主教                                               | 1942年12月19日 | 1984年                                                | /             |
|           | 謝仕光 雅各                                | 1917年6月 · 中華民國河北省保定市清苑縣蔣莊村             | 2005年8月25日 · 中国福清市                                     | 福寧教區主教                                               | 1949年5月3日   | 1984年1月25日                                         | /             |
|           | 蒙子文 若瑟                                | 1903年3月19日 · 中華民國廣西省貴縣橫領鄉岑里村           | 2007年1月7日 · 中国                                            | 南寧總教區主教                                             | 1935年4月12日  | 1984年2月24日                                         | /             |
|           | 李從哲 若瑟                                | 1915年12月25日 · 中華民國                                | 2002年6月20日 · 中国                                           | 綏遠總教區輔理總主教                                       | 1942年         | 1985年                                                | /             |
|           | 袁文宰 馬爾谷                              |                                                          | 2007年3月 · 中国                                               | 海門教區主教                                               | 1953年         | 1985年                                                | /             |
|           | 黃守誠 味噌爵                              | 1923年7月23日 · 中国福建省福安市康厝鄉康厝村             | 2016年7月30日 · 中国                                           | 福寧教區主教、福州教區宗座署理                             | 1949年6月26日  | 1985年1月9日                                          | /             |
|           | 李思德 斯德望                              | 1908年 · 大清                                            | 1993年3月9日 · 中国                                            | 上海教區輔理主教                                           | 1938年         | 1985年1月27日                                         | /             |
|           | 范忠良 若瑟                                | 1918年1月13日 · 中華民國江苏省上海县梅龍鎮               | 2014年3月16日 · 中国上海                                       | 南京總教區宗座署理、上海教区主教                           | 1951年         | 1985年2月27日                                         | /             |
|           | 郭文治 保祿                                | 1918年1月11日 · 中華民國黑龍江省齊齊哈爾                 | 2006年6月29日 · 中国黑龍江省齊齊哈爾市梅里斯達斡爾族區梅里斯鄉 | 齊齊哈爾宗座監牧                                           | 1948年12月     | 1985年5月15日                                         | /             |
|           | 陳柏廬 伯多祿                              | 1914年5月23日 · 或 · 1913年6月3日 · 中華民國直隸省廣平縣 | 2009年11月5日 · 中国河北省魏縣大眾醫院                         | 永年教區主教                                               | 1944年6月29日  | 1986年4月29日                                         | /             |
|           | 黃子玉 若瑟                                | 1911年11月5日 · 中華民國                                 | 1991年4月8日 · 中国                                            | 廈門教區主教                                               | 1938年         | 1986年11月30日                                        | /             |
|           | 余潤深 路易                                | 1929年 · 中華民國                                        |                                                                | 漢中教區主教                                               |                | 1986年11月30日                                        | /             |
|           | 蘇孝洲 道明                                | 1939年5月29日 砂拉越王國詩巫                             |                                                                | 詩巫教區主教                                               | 1969年12月4日  | 1986年12月22日                                        | /             |
|           | 胡大國 奧思定                              | 1922年5月14日 · 中華民國貴州省平塘縣通州鎮               | 2011年2月17日 · 中国貴州省貴陽                                 | 貴陽總教區總主教、石阡監牧區宗座監牧                       | 1951年6月29日  | 1987年                                                | /             |
|           | 楊樹道 若望                                | 1919年4月16日 · 中華民國福建省连江县透堡镇西门村         | 2010年8月28日 · 中国                                           | 福州總教区總主教                                           | 1947年10月7日  | 1987年3月8日                                          | /             |
|           | 馬驥 斐理伯                                | 1918年10月7日 · 中華民國                                 | 1999年2月11日 · 中国                                           | 平涼教區主教                                               | 1949年         | 1987年3月16日                                         | /             |
|           | 李篤安 安多尼                              | 1927年6月13日 · 中華民國陕西省西安市临潼区邱家庄         | 2006年5月25日 · 中国                                           | 西安總教區總主教                                           | 1951年4月11日  | 1987年4月5日                                          | /             |
|           | 史純潔 保祿                                | 1920年 · 中華民國                                        | 1991年11月 · 中国                                              | 保定教區輔理主教                                           | 1947年6月      | 1987年4月29日                                         | /             |
|           | 李亦瑤 若望                                | 1933年10月5日 北婆羅洲亞庇                               |                                                                | 亞庇總教區總主教                                           | 1964年12月27日 | 1987年5月30日                                         | /             |
|           | 李宏業 伯多祿                              | 1920年1月6日 · 中華民國                                  | 2011年4月23日 · 中国                                           | 洛陽教區主教                                               | 1944年4月22日  | 1987年8月7日                                          | /             |
|           | 宗怀德 若瑟                                | 1922年3月5日 · 中華民國陝西省三原县西阳镇武官坊新城村    |                                                                | 三原教區主教                                               | 1949年6月5日   | 1987年8月9日                                          | /             |
|           | 吳仕珍 若望                                | 1921年1月19日 · 中華民國撫州市臨川縣                     | 2014年8月25日 · 中国                                           | 南昌總教區總主教                                           | 1949年         | 1987年9月6日                                          |               |
|           | 夏長福 若望                                | 1947年3月5日 砂拉越直轄殖民地古晉                        |                                                                | 古晉總教區總主教、領銜阿卡利林主教                         | 1972年12月14日 | 1988年1月17日                                         | /             |
|           | 馬學聖 若瑟                                | 1923年9月16日 · 中華民國                                 | 2013年2月8日 · 中国                                            | 周村教區主教                                               | 1957年4月3日   | 1988年4月24日                                         | /             |
|           | 孫智賓 若瑟                                | 1911年4月4日 · 大清                                      | 2008年10月23日 · 中国                                          | 益都監牧區宗座監牧                                         | 1939年12月17日 | 1988年4月24日 （自選自聖後獲教廷承認）                | /             |
|           | 蘇志民 雅各                                | 1932年6月25日 · 中華民國                                 |                                                                | 保定教区主教                                               | 1981年4月4日   | 1988年5月2日                                          | /             |
|           | 王充一 啟德·安德肋                         | 1919年10月26日 · 中華民國貴州省鎮寧縣                    | 2017年4月20日 · 中国                                           | 貴陽總教區總主教                                           | 1949年10月24日 | 1988年12月4日                                         | /             |
|           | 林家駿 道明                                | 1928年4月9日 · 英屬香港                                  | 2009年7月27日 · 澳門                                           | 澳門教區主教                                               | 1953年12月27日 | 1988年10月6日                                         | /             |
|           | 姜立人 若望                                | 1917年 · 中華民國                                        | 2001年12月 · 中国                                              | 綏遠總教區助理總主教                                       | 1947年         | 1989年                                                | /             |
|           | 余成信 瑪弟亞                              | 1927年12月27日 · 中華民國陕西省南郑县余王湾              | 2017年12月7日 · 中国陕西省汉中市汉台区                         | 漢中教區助理主教                                           | 1981年12月8日  | 1989年1月6日                                          | /             |
|           | 李炳耀 若瑟                                | 1911年7月18日 · 大清山東省莘縣薛屯村                     | 1995年11月25日 · 中国                                          | 曹州教區主教                                               | 1939年         | 1989年5月16日                                         | /             |
|           | 裴尚德 瑪弟亞                              | 1918年2月24 · 中華民國直隸省琢鹿县张家堡                 | 2001年12月24日 · 中国                                          | 北京總教区總主教                                           | 1948年5月30日  | 1989年6月29日                                         | /             |
|           | 梁希聖 若望洗者                            | 1923年3月23日 · 中華民國                                 | 2007年9月23日 · 中国                                           | 開封總教区總主教                                           | 1980年3月13日  | 1989年8月31日                                         | /             |
|           | 趙振東 斐理伯                              | 1920年7月14日 · 中華民國直隸省蔚县                       | 2007年7月13日 · 中国                                           | 宣化教区主教                                               | 1949年8月14日  | 1989年10月3日                                         | /             |
|           | 韓鼎祥 若望                                | 1939年5月17日 · 中華民國直隸省成安縣                     | 2007年9月9日 · 中国                                            | 永年教区主教                                               | 1986年10月21日 | 1989年11月22日                                        | /             |

### 1990年代
| 肖像 牧徽 | 姓名 聖名                 | 出生日期 出生地                                      | 逝世日期 逝世地                               | 職位                                                                   | 晉鐸                     | 晉牧                                               | 樞機職        |
| --------- | ------------------------- | ---------------------------------------------------- | --------------------------------------------- | ---------------------------------------------------------------------- | ------------------------ | -------------------------------------------------- | ------------- |
|           | 曾景牧 多默               | 1920年9月3日 · 中華民國                              | 2016年4月2日 · 中国江西省                     | 餘江教區主教                                                           | 1949年3月5日             | 1990年1月13日                                      | /             |
|           | 郭印宮 達陡               | 1917年5月1日 · 中華民國山西省大同市許堡村            | 2005年1月4日 · 中国                           | 大同教區主教                                                           | 1946年8月4日             | 1990年7月8日                                       | /             |
|           | 郭正基 方濟各·沙勿略      | 1914年4月15日 · 中華民國蒙古地方磴口縣東堂村         | 2004年5月3日 · 中国                           | 林東監牧區宗座監牧                                                     | 1942年7月26日            | 1990年10月28日 （教廷承認，但由非法主教祝聖）      | /             |
|           | 朱問漁 安德肋             | 1919年12月1日 · 中華民國奉天省通遼奈曼旗庫利吐       | 2006年9月24日 · 中国內蒙古通遼奈曼旗庫利吐    | 赤峰教區主教                                                           | 1957年                   | 1990年10月28日 （教廷承認，但由非法主教祝聖）      | /             |
|           | 徐英發 理納               | 1923年2月11日 · 中華民國山東省東阿縣                 | 2003年3月2日 · 中華民國台灣台北縣新店市       | 台北總教區輔理總主教，領銜阿分尼主教                                   | 1953年3月29日            | 1990年11月30日                                     | /             |
|           | 顧徵 瑪第亞               | 1937年2月17日 · 中華民國上海                         |                                               | 西寧監牧區宗座監牧                                                     | 1982年7月30日            | 1991年9月11日                                      | /             |
|           | 鄭長誠 若瑟               | 1913年1月14日 · 中華民國福建省長樂市                 | 2006年12月18日 · 中国福建省福州市             | 福州總教區總主教                                                       | 1937年1月21日            | 1991年2月24日                                      | /             |
|           | 霍成 若望                 | 1926年2月1日 · 中華民國山西省祁縣原西村              | 2023年1月2日 · 中国山西省汾陽市               | 汾陽教區主教                                                           | 1954年5月14日            | 1991年9月4日                                       | /             |
|           | 謝廷哲 保祿               | 1931年 · 中華民國甘肅省蘭州市                        | 2017年8月14日 · 中国                          | 新疆監牧區宗座監牧                                                     | 1980年2月                | 1991年11月25日                                     | /             |
|           | 张维柱 若瑟               | 1967年 · 中国                                        |                                               | 新乡監牧區宗座監牧                                                     |                          | 1992年                                             | /             |
|           | 張慶天                    | 1955年 · 中国                                        |                                               | 易縣教區輔理主教                                                       | 1988年                   | 1992年                                             | /             |
|           | 林錫黎 雅各·達味          | 1918年10月19日 · 中華民國浙江省乐清县象阳镇高阳村    | 2009年10月4日 · 中国                          | 永嘉教區主教                                                           | 1944年6月3日             | 1992年2月2日                                       | /             |
|           | 安樹新 方濟各             | 1949年7月16日 · 中華民國                             |                                               | 保定教區助理主教                                                       | 1981年1月7日             | 1993年5月2日 （教宗認可助理主教） （自選自聖主教） | /             |
|           | 駱北瞻 伯多祿             | 1911年4月8日 · 大清                                  | 2001年3月26日 · 中国                          | 重慶總教區總主教                                                       | 1940年12月21日           | 1993年5月14日                                      | /             |
|           | 高可賢 若望               | 1927年 · 中華民國                                    | 2005年1月24日 · 中国                          | 周村教區主教                                                           | 1983年8月                | 1993年9月2日                                       | /             |
|           | 羅篤熹 瑪竇               | 1919年7月2日 · 中華民國                              | 2009年12月4日 · 中国                          | 嘉定教區主教                                                           | 1983年                   | 1993年9月21日                                      | /             |
|           | 蔡秀峰 本篤               | 1917年1月2日 · 中華民國                              | 2007年8月20日 · 中国                          | 桂林監牧區宗座監牧                                                     | 1948年12月3日            | 1993年12月3日                                      | /             |
|           | 童輝 方濟各               | 1933年8月15日 · 中華民國                             | 2016年12月27日 · 中国陝西省西安市             | 延安教區主教                                                           | 1956年12月23日           | 1994年3月19日                                      | /             |
|           | 劉知遠                    | 1920年 · 中華民國                                    | 1996年10月11日 · 中国                         | 奉天總教區主教                                                         |                          | 1994年4月11日                                      | /             |
|           | 李建唐 思維               | 1925年 · 中華民國                                    | 2017年8月13日 · 中国                          | 太原總教區總主教                                                       | 1956年                   | 1994年12月28日                                     | /             |
|           | 朱寶玉 若瑟               | 1921年7月2日 · 中華民國河南省南陽市蒲山鎮            | 2020年5月7日 · 中国河南省南陽市               | 南陽教區主教                                                           | 1957年                   | 1995年3月19日                                      | /             |
|           | 魏景儀 若瑟               | 1958年5月28日 · 中国                                 |                                               | 齊齊哈爾助理宗座監牧                                                   | 1985年11月21日           | 1995年6月22日                                      | /             |
|           | 劉世功 若瑟               | 1928年8月18日 · 中華民國                             | 2017年6月9日 · 中国                           | 集寧教區主教                                                           | 1956年8月15日            | 1995年10月20日                                     | /             |
|           | 楊廣彥 雅豐索             | 1928年9月9日 · 中華民國                              | 2004年9月4日 · 中国                           | 盩厔教區主教                                                           | 1955年7月24日            | 1995年12月17日                                     | /             |
|           | 宗懷德 若瑟               | 1917年5月18日 · 中華民國                             | 1997年6月27日 · 中国                          | 周村教區主教                                                           | 1943年4月25日            | 1958年6月21日 （自選自聖） 1996年 （教宗認可）     | /             |
|           | 李宏光 若瑟               | 1926年7月15日 · 中華民國山西省潞城市羌城村           | 2006年12月13日 · 中国山西省運城市新絳縣       | 絳州宗座監牧區助理宗座監牧                                             | 1953年3月21日            | 1996年5月14日                                      | /             |
|           | 韓紀德 尼各老             | 1939年 · 中華民國                                    |                                               | 平涼教區主教                                                           | 1985年                   | 1996年9月19日                                      | /             |
|           | 陳錫祿 瑪弟亞             | 1928年2月16日 · 中華民國                             | 2008年1月16日 · 中国                          | 景縣教區主教                                                           | 1955年5月18日            | 1996年10月28日                                     | /             |
|           | 楊祥太 斯德望             | 1923年1月3日 · 中華民國                              | 2021年10月13日 · 中国河北省邯鄲市魏縣大眾醫院 | 永年教區主教                                                           | 1949年8月27日            | 1996年11月30日                                     | /             |
|           | 陳日君 若瑟               | 1932年1月13日 · 中華民國上海                         |                                               | 香港教區主教、領銜托爾貝拉馬拉科的瑪利亞贖世主之母堂區樞機司鐸         | 1961年2月11日 義大利都靈 | 1996年12月9日 香港                                 | 2006年3月24日 |
|           | 湯漢 若望                 | 1939年7月31日 · 英屬香港                             |                                               | 香港教區主教、宗座署理、領銜博薩主教、領銜羅馬宗徒之后堂區樞機司鐸     | 1966年1月6日             | 1996年12月9日                                      | 2012年2月18日 |
|           | 王殿鐸 若瑟               | 1921年2月3日 · 中華民國山東省菏澤市曹縣青固集村      | 2004年7月27日                                 | 曹州教區主教                                                           | 1950年3月3日             | 1996年12月28日                                     | /             |
|           | 陳蒼保 若望               | 1960年 · 中国                                        |                                               | 易縣宗座監牧區助理宗座監牧                                             | 1986年                   | 1997年3月19日                                      | /             |
|           | 房興耀 若望               | 1953年6月 · 中国山東省臨沂市河東區                   |                                               | 沂州教區主教、煙台教區宗座署理                                         | 1989年12月               | 1997年7月27日                                      | /             |
|           | 王希賢 若望洗者           | 1926年5月21日 · 中華民國                             | 2005年5月25日 · 中国                          | 綏遠總教區總主教                                                       | 1953年                   | 1997年6月24日                                      | /             |
|           | 李毅 方濟各 或 塞門希爾多 | 1925年11月13日 · 中華民國長治市長治縣                | 2012年5月24日 · 中华人民共和国長治市長治縣    | 潞安教區主教                                                           | 1949年2月6日             | 1998年1月28日                                      | /             |
|           | 葉勝男 多默               | 1941年6月26日 · 日治臺灣高雄州鳳山郡鳳山街           |                                               | 領銜大萊普提斯主教、駐斯里蘭卡宗座大使、駐阿爾及利亞暨突尼西亞宗座大使 | 1971年3月27日            | 1998年11月10日                                     | /             |
|           | 王藎 若翰洗者             | 1924年4月44日 · 中華民國山西省太原市杏花嶺區西澗河村 | 2014年9月23日 · 中国                          | 榆次教區主教                                                           | 1951年6月9日             | 1999年9月14日                                      | /             |

### 2000年代
| 肖像 牧徽 | 姓名 聖名           | 出生日期 出生地                                         | 逝世日期 逝世地                                    | 職位                                                                         | 晉鐸           | 晉牧                                                       | 樞機職         |
| --------- | ------------------- | ------------------------------------------------------- | -------------------------------------------------- | ---------------------------------------------------------------------------- | -------------- | ---------------------------------------------------------- | -------------- |
|           | 李明述 若瑟         | 1924年 · 中華民國山东省蒲台县邱李庄（今博兴县高庙李村） | 2018年6月15日 · 中华人民共和国山东省青岛市         | 青岛教區主教                                                                 | 1949年4月11日  | 2000年8月13日                                              | /              |
|           | 蘭石 金口若望       | 1927年 · 中華民國陝西省高陵縣通遠鎮                     | 2014年9月21日 · 中国                               | 三原教區主教                                                                 | 1955年7月25日  | 2000年11月28日                                             | /              |
|           | 葉榮華 若瑟         | 1930年6月20日 · 中華民國                                |                                                    | 興安府監牧區宗座監牧                                                         | 1981年         | 2000年12月10日                                             | /              |
|           | 李連貴 若瑟         | 1964年1月26日 · 中国河北省滄州市獻縣                    |                                                    | 獻縣教區主教                                                                 | 1991年3月19日  | 2000年3月20日                                              | /              |
|           | 胡賢德 瑪竇         | 1934年8月27日 · 中華民國浙江省余姚县白沙乡堰基塘根      | 2017年9月25日 · 中华人民共和国浙江省宁波市         | 寧波教區主教                                                                 | 1985年11月21日 | 2000年5月14日                                              | /              |
|           | 謝益裕 尼各老       | 1938年4月8日 海峽殖民地新加坡                           |                                                    | 新加坡教區總主教                                                             | 1964年1月26日  | 2001年10月27日                                             | /              |
|           | 宗長風 安多尼       | 1932年 · 中華民國                                       | 2011年11月29日 · 中国                              | 開封總教區助理總主教                                                         | 1979年         | 2000年10月27日                                             | /              |
|           | 宋瑞雲 若瑟         | 1941年5月16日 · 中華民國上海                            | 2012年11月15日 · 巴西                              | 巴西聖加布里埃爾卡舒埃拉教區主教，2009年3月4日榮休                           | 1971年7月17日  | 2002年4月23日                                              | /              |
|           | 韓志海 若瑟         | 1964年 · 中国                                           |                                                    | 蘭州總教區總主教                                                             | 1994年         | 2003年1月5日 （秘密祝聖） 2017年11月10日 （公開就職）      | /              |
|           | 譚燕全 若瑟         | 1962年 · 中国                                           |                                                    | 南寧總教區總主教                                                             | 1989年         | 2003年1月21日                                              | /              |
|           | 汪中璋 依納爵       | 1934年2月27日 · 中華民國北平                            |                                                    | 舊金山輔理主教、領銜史蒂巴主教                                               | 1959年7月4日   | 2003年1月30日 舊金山總教區                                 | /              |
|           | 陳志音 保祿         | 1940年4月5日 英屬海峽殖民地麻坡                         |                                                    | 甲柔教區主教                                                                 | 1971年6月21日  | 2003年2月13日                                              | /              |
|           | 黎鴻昇 若瑟         | 1946年1月14日 · 葡屬澳門                                |                                                    | 澳門教區主教                                                                 | 1972年10月28日 | 2003年6月30日                                              | /              |
|           | 廖宏清 若瑟         | 1966年8月9日 · 中国                                     |                                                    | 嘉應教區主教                                                                 | 1991年7月25日  | 2003年9月26日                                              | /              |
|           | 裴榮貴 普奇         | 1934 · 中華民國                                         |                                                    | 洛陽教區主教                                                                 | 1980年         | 2003年10月14日                                             | /              |
|           | 毛慶福 伯多祿       | 1963 · 中国                                             |                                                    | 洛陽教區輔理主教                                                             | 1994年         | 2003年10月14日                                             | /              |
|           | 金魯賢 類思         | 1916年6月20日 · 中華民國上海南市小東門方濱路鄰德里      | 2013年4月27日 · 中华人民共和国上海市黄浦區瑞金醫院 | 上海教區助理主教                                                             | 1945年5月19日  | 1985年1月27日 （自選自聖主教） 2004年 （教宗認可助理主教） | /              |
|           | 馬存國 保祿         | 1969年 · 中国                                           |                                                    | 朔州教區主教                                                                 | 1996年3月23日  | 2004年2月8日 （秘密祝聖） 2020年7月9日 （公開就職）        | /              |
|           | 杜江 瑪弟亞         | 1963年11月20日 · 中国                                   |                                                    | 林東監牧區宗座監牧                                                           | 1989年7月16日  | 2004年5月7日                                               | /              |
|           | 沈高爾內略 高爾內略 | 1951年9月16日 汶萊馬來奕縣賽瑞亞鄉                      | 2021年5月29日 · 中華民國桃園市長庚紀念醫院         | 汶萊宗座代牧區宗座代牧、領銜努米底亞的普蒂亞主教、領銜使徒聖裘德堂區樞機司鐸 | 1989年11月26日 | 2004年10月20日                                             | 2020年11月28日 |
|           | 蘇永大 保祿         | 1958年7月6日 · 中国                                     |                                                    | 北海教區主教                                                                 | 1991年5月19日  | 2004年11月9日                                              | /              |
|           | 高宏孝 若瑟         | 1945年 · 中華民國陝西省眉縣                             | 2022年12月19日 · 中国陝西省寶雞市眉縣              | 開封總教區總主教                                                             | 1989年         | 2005年1月1日                                               | /              |
|           | 邢文之 若瑟         | 1963年4月17日 · 中国                                    |                                                    | 上海教區輔理主教                                                             | 1990年6月2日   | 2005年6月28日 （教宗認可輔理主教） （自選自聖助理主教）    | /              |
|           | 黨明彥 安多尼       | 1967年7月12日 · 中国                                    |                                                    | 西安總教區總主教                                                             | 1991年9月15日  | 2005年7月26日                                              | /              |
|           | 吳欽敬 若瑟         | 1968年11月11日 · 中国陝西省兴平市五丰村                 |                                                    | 盩厔教區主教                                                                 | 1996年2月11日  | 2005年10月19日                                             | /              |
|           | 莊建堅 伯多祿       | 1930年 · 中華民國                                       |                                                    | 汕頭教區主教                                                                 | 1991年5月      | 2006年                                                     | /              |
|           | 徐宏根 若瑟         | 1962年4月 · 中国江蘇省蘇州市                            |                                                    | 蘇州教區主教                                                                 | 1990年10月27日 | 2006年4月20日                                              | /              |
|           | 雒雋 文都辣         | 1917年12月23日 · 中華民國                               | 2016年4月2日 · 中国山西省朔州米昔馬莊              | 朔州教區主教                                                                 | 1944年7月19日  | 2007年3月15日                                              | /              |
|           | 趙克勛 多默         | 1930年 · 中華民國                                       |                                                    | 宣化教區主教                                                                 |                | 2007年7月13日                                              | /              |
|           | 蕭澤江 保祿         | 1967年10月 · 中国                                       |                                                    | 貴陽總教區總主教                                                             | 1994年         | 2007年9月8日                                               | /              |
|           | 李山 若瑟           | 1965年3月 · 中国北京市大興縣                            |                                                    | 北京總教區總主教                                                             | 1989年12月21日 | 2007年9月21日                                              | /              |
|           | 呂守旺 方濟各       | 1966年3月17日 · 中国湖北省宜都市                        | 2011年4月30日 · 中国湖北省武漢市                   | 宜昌教區主教                                                                 | 1991年5月19日  | 2007年11月30日                                             | /              |
|           | 邵祝敏 伯多祿       | 1963年 · 中国                                           |                                                    | 永嘉教區主教                                                                 | 1989年         | 2007年12月                                                 | /              |
|           | 甘俊邱 若瑟         | 1964年4月 · 中国                                        |                                                    | 廣州總教區總主教                                                             | 1991年5月19日  | 2007年12月4日                                              | /              |
|           | 靳祿崗 伯多祿       | 1956年3月7日 · 中国                                     |                                                    | 南陽教區主教                                                                 | 1992年         | 2007年12月14日                                             | /              |
|           | 李晶 若瑟           | 1968年11月15日 · 中国内蒙古自治區巴彥淖爾盟杭錦後旗     |                                                    | 寧夏教區主教                                                                 | 1996年8月8日   | 2007年12月21日                                             | /              |
|           | 張翰民 達甦         | 1922年1月15日 · 中華民國吉林省農安縣                    | 2009年7月19日 · 中国吉林省長春市                   | 吉林教區主教                                                                 | 1983年         | 1999年5月9日 （自選自聖） 2008年 （教宗認可）              | /              |
|           | 靳道遠 安德肋       | 1929年6月13日 · 中華民國山西省長治市潞城區翟店鎮北舍村  | 2019年11月20日 · 中国                              | 潞安教區主教                                                                 | 1956年7月1日   | 2000年1月6日 （自選自聖） 2008年 （教宗認可，有品無權）    | /              |
|           | 曹湘德 瑪竇         | 1929年9月16日 · 中華民國江苏省川沙县第二区              | 2021年7月9日 · 中国浙江省杭州市                    | 杭州總教區主教                                                               | 1985年11月     | 2000年6月25日 （自選自聖） 2008年 （教宗認可，有品無權）   | /              |
|           | 陸新平 方濟各       | 1963年 · 中国江蘇省海門縣德勝鎮                         |                                                    | 南京總教區總主教                                                             | 1989年         | 2000年1月6日 （自選自聖） 2008年 （教宗認可）              | /              |
|           | 封新卯 伯多祿       | 1963年1月21日 · 中国河北省深州市                        |                                                    | 景縣教區主教                                                                 | 1998年12月3日  | 2008年1月16日                                              | /              |
|           | 許德光 若瑟         | 1965年6月25日 · 马来西亚詩巫                            |                                                    | 詩巫教區教區主教、領銜美迪南勞村教區主教                                     | 1993年5月25日  | 2008年1月25日                                              | /              |
|           | 裴軍民 保祿         | 1969年 · 中国遼寧省朝陽市喀喇沁左翼蒙古族自治縣         |                                                    | 奉天總教區總主教                                                             | 1992年5月31日  | 2008年6月29日                                              | /              |

### 2010年代
| 肖像 牧徽 | 姓名 聖名                    | 出生日期 出生地                                        | 逝世日期 逝世地                  | 職位 | 晉鐸           | 晉牧                                                   | 樞機職        |
| --------- | ---------------------------- | ------------------------------------------------------ | -------------------------------- | --- | -------------- | ------------------------------------------------------ | ------------- |
|           | 林家善 （又稱林佳善） 伯多禄 | 1930年 · 中華民國福建省长乐市                          | 2023年4月23日 · 中国             | 建甌監牧區宗座監牧、福州总教区总主教 |                | 2010年                                                 | /             |
|           | 黃士交 若望                  | 1968年6月6日 · 马来西亚山打根                          |                                  | 亞庇總教區總主教 | 1999年1月21日  | 2010年1月10日                                          | /             |
|           | 孟青祿 保祿                  | 1962年6月22日 · 中国內蒙古自治區烏蘭察布市             |                                  | 綏遠總教區總主教 | 1989年7月16日  | 2010年4月18日                                          | /             |
|           | 沈斌 若瑟                    | 1970年2月 · 中国                                       |                                  | 海門教區主教 | 1996年10月1日  | 2010年4月21日                                          | /             |
|           | 蔡炳瑞 若瑟                  | 1966年9月5日 · 中国                                    |                                  | 廈門教區主教 | 1992年8月15日  | 2010年5月8日                                           | /             |
|           | 韓英進 若瑟                  | 1958年11月20日 · 中国陝西省咸陽市                      |                                  | 三原教區主教 | 1992年11月8日  | 2010年6月24日                                          | /             |
|           | 徐吉偉 安多尼                | 1935年4月2日 · 中華民國上海                            | 2016年9月25日 · 中国浙江省台州市 | 臨海教區主教 | 1985年11月23日 | 2010年7月10日                                          | /             |
|           | 楊曉亭 若望洗者              | 1964年4月9日 · 中国陝西省周至縣二曲鎮渭泉村            |                                  | 延安教區主教 | 1991年8月28日  | 2010年7月15日                                          | /             |
|           | 孟寧友 保祿                  | 1963年1月8日 · 中国                                    |                                  | 太原總教區總主教 | 1991年6月29日  | 2010年9月16日                                          | /             |
|           | 武俊維 伯多祿                | 1963年6月27日 · 中国山西省太原市小店區劉家堡鄉西柳林村 | 2022年5月10日 · 中国山西省運城市 | 新絳教區主教 | 1990年12月9日  | 2010年9月21日                                          | /             |
|           | 楊永強 若瑟                  | 1970年4月11日 · 中国山東省博興縣                       |                                  | 周村教區主教 | 1995年6月      | 2010年11月15日                                         | /             |
|           | 朱維方 味噌爵                | 1927年12月10日 · 中華民國浙江省永嘉縣                  | 2016年9月7日 · 中国              | 永嘉教區主教 | 1954年10月6日  | 2010年12月23日                                         | /             |
|           | 韓大輝 薩維奧                | 1950年10月21日 · 英屬香港                              |                                  | 領銜錫拉總教區總主教、宗座萬民福音部秘書長、阿加尼亞總教區宗座署理、教廷駐希臘大使                                                                                         | 1982年7月17日  | 2011年2月5日                                           | /             |
|           | 李穌光 若望洗者              | 1965年 · 中国山西省長治縣                              |                                  | 南昌總教區總主教 | 1992年8月      | 2011年3月28日                                          | /             |
|           | 梁建森 保祿                  | 1964年5月6日 · 中国                                    |                                  | 江門教區主教 | 1991年12月18日 | 2011年3月30日                                          | /             |
|           | 呂培森 若望                  | 1966年8月7日 · 中国                                    |                                  | 兗州教區主教 | 1989年12月17日 | 2011年5月20日                                          | /             |
|           | 孫繼根 若瑟                  | 1967年8月2日 · 中国河北省邯鄲市峰峰礦區義井鎮下拔劍村  |                                  | 永年教區主教 | 1995年5月3日   | 2011年6月21日                                          | /             |
|           | 屈藹林 默多狄                | 1961年5月 · 中国                                       |                                  | 長沙總教區總主教、沅陵教區宗座署理、衡州教區宗座署理、常德教區宗座署理、永州監牧區宗座署理、岳陽監牧區宗座署理、湘潭監牧區宗座署理、寶慶監牧區宗座署理、澧縣監牧區宗座署理 | 1995年6月23日  | 2011年4月25日 （自選自聖後獲教廷承認）                 | /             |
|           | 王若望 若望                  | 1962年 · 中国甘肅省甘谷縣                              |                                  | 秦州教區主教 | 1983年         | 2011年8月19日                                          | /             |
|           | 陳功鰲 若瑟                  | 1964年9月21日 · 中国                                   |                                  | 順慶教區主教 | 1990年8月26日  | 2012年4月19日                                          | /             |
|           | 馬達欽 達陡                  | 1958年1月 · 中国                                       |                                  | 上海教區輔理主教 | 1994年12月18日 | 2012年7月7日 （教宗認可輔理主教） （自選自聖助理主教） | /             |
|           | 金仰科 方濟各·沙勿略         | 1968年 · 中国                                          |                                  | 寧波教區主教 | 1990年11月11日 | 2012年11月28日 （秘密祝聖） 2020年8月18日 （公開就職） | /             |
|           | 吳誠才 威廉                  | 1957年6月25日 · 新加坡                                 |                                  | 新加坡總教區總主教 | 1985年5月1日   | 2013年5月20日                                          | 2022年8月17日 |
|           | 伯多祿·羅鍾 伯多祿           | 1961年1月30日 斐濟泰萊武省瑙索里                       |                                  | 蘇瓦總教區總主教 | 1992年1月11日  | 2013年6月8日                                           | /             |
|           | 吳對龍 利則                  | 1966年6月20日 · 马来西亚古晉                           |                                  | 美里教區主教 | 1995年2月8日   | 2013年10月30日                                         | /             |
|           | 彭衛照 若望                  | 1966年 · 中国                                          |                                  | 餘江教區主教 |                | 2014年4月10日                                          | /             |
|           | 李會元 伯多祿                | 1965年11月10日 · 中国                                  |                                  | 鳳翔教區主教 | 1991年3月19日  | 2014年5月                                              | /             |
|           | 李斌生 斯德望                | 1956年11月10日 · 英屬香港                              |                                  | 香港教區輔理主教、澳門教區主教、領銜羅葳主教 | 1988年8月20日  | 2014年7月11日                                          | /             |
|           | 夏志誠 若瑟                  | 1959年3月4日 · 英屬香港                                |                                  | 香港教區輔理主教、領銜史密扶主教 | 1990年9月9日   | 2014年7月11日                                          | /             |
|           | 楊鳴章 米迦勒                | 1946年12月1日 · 英屬香港                               | 2019年1月3日 · 香港              | 香港教區主教、領銜紐末達嶺主教 | 1978年6月10日  | 2014年7月11日                                          | /             |
|           | 廖炳堅 儒略                  | 1964年1月3日 · 马来西亚芙蓉市                          |                                  | 吉隆坡總教區總主教 | 2002年4月20日  | 2014年10月6日                                          | /             |
|           | 傅雲生 西滿·伯多祿           | 1963年4月15日 · 马来西亚實里阿曼                       |                                  | 古晉總教區輔理總主教、領銜斯法克蒂里亞主教 | 1988年7月31日  | 2015年7月9日                                           | /             |
|           | 張銀林 若瑟                  | 1971年3月27日 · 中国                                   |                                  | 衛輝教區主教 | 1996年8月17日  | 2015年8月4日                                           | /             |
|           | 郭希錦 文生·斐瑞             | 1958年12月20日 · 中国福建省福安市溪潭鎮西隱村          |                                  | 福寧教區主教、輔理主教 | 1984年1月26日  | 2016年7月30日                                          | /             |
|           | 丁令斌 伯多祿                | 1962年7月20日 · 中国                                   |                                  | 潞安教區主教 | 1992年         | 2016年11月10日                                         | /             |
|           | 唐遠閣 若瑟                  | 1963年11月17日 · 中国四川省金堂縣                      |                                  | 成都教區主教 | 1991年         | 2016年11月30日                                         | /             |
|           | 王曉勳 若望洗者              | 1966年1月19日 · 中国                                   |                                  | 興安府監牧區助理宗座監牧 | 1992年7月      | 2016年11月30日                                         | /             |
|           | 雷家培 若望                  | 1970年6月 · 中国                                       |                                  | 寧遠教區主教 | 1995年         | 2016年12月2日                                          | /             |
|           | 額我略·洪明 額我略·保祿      | 1958年5月30日 · 維多利亞州謝潑頓                       |                                  | 利斯莫爾教區主教 | 1991年7月20日  | 2017年2月22日                                          | /             |
|           | 林運團 若瑟                  | 1952年3月12日 · 中国福建省福清                         |                                  | 福州總教區輔理主教 | 1984年4月9日   | 2017年12月28日                                         | /             |
|           | 涂世華 安多尼                | 1919年11月22日 · 中華民國湖北省沔陽市                  | 2017年1月4日 · 中国              | 漢陽教區主教 | 1944年         | 1959年8月15日 （自選自聖） 2018年9月22日 （教廷追認）  | /             |
|           | 劉新紅 若瑟                  | 1964年 · 中国                                          |                                  | 蕪湖教區主教 | 1990年         | 2006年5月3日 （自選自聖） 2018年9月22日 （教廷認可）   | /             |
|           | 詹思祿 味增爵                | 1961年 · 中国福建省寧德市                              |                                  | 福寧教區主教 | 1984年         | 2008年12月28日 （自選自聖） 2018年9月22日 （教廷認可） | /             |
|           | 雷世銀 保祿                  | 1963年10月13日 · 中国四川省峨眉山                      |                                  | 嘉定教區主教 | 1991年11月30日 | 2010年6月29日 （自選自聖） 2018年9月22日 （教廷認可）  | /             |
|           | 黃炳章 若瑟                  | 1967年1月 · 中国                                       |                                  | 汕頭教區主教 | 1991年5月      | 2010年7月14日 （自選自聖） 2018年9月22日 （教廷認可）  | /             |
|           | 郭金才 若瑟                  | 1968年2月27日 · 中国                                   |                                  | 承德教區主教 | 1992年9月8日   | 2010年11月20日 （自選自聖） 2018年9月22日 （教廷認可） | /             |
|           | 岳福生 若瑟                  | 1964年4月 · 中国河北省遷安                             |                                  | 哈爾濱傳教區主教 | 1988年8月      | 2012年7月6日 （自選自聖） 2018年9月22日 （教廷認可）   | /             |
|           | 姚順 安多尼                  | 1965年12月 · 中国                                      |                                  | 集寧教區主教 | 1991年         | 2019年8月26日                                          | /             |
|           | 胥紅偉 斯德望                | 1975年1月16日 · 中国                                   |                                  | 漢中教區助理主教 | 2002年7月      | 2019年8月28日                                          | /             |

### 2020年代
| 肖像 牧徽 | 姓名 聖名       | 出生日期 出生地                   | 逝世日期 逝世地 | 職位                   | 晉鐸           | 晉牧           | 樞機職        |
| --------- | --------------- | --------------------------------- | --------------- | ---------------------- | -------------- | -------------- | ------------- |
|           | 陳天浩 多默     | 1962年12月 · 中国山東省平度       |                 | 青島教區主教           | 1989年12月17日 | 2020年11月23日 | /             |
|           | 劉根柱 伯多祿   | 1966年10月12日 · 中国山西省洪洞縣 |                 | 洪洞教區主教           | 1991年12月22日 | 2020年12月22日 | /             |
|           | 李輝 安多尼     | 1972年 · 中国陝西省眉縣           |                 | 平涼教區助理主教       | 1996年10月18日 | 2021年7月28日  | /             |
|           | 崔慶琪 方濟各   | 1964年2月 · 中国山西省長治        |                 | 漢口總教區主教         | 1991年12月     | 2021年9月8日   | /             |
|           | 周守仁 斯德望   | 1959年8月7日 · 英屬香港           |                 | 香港教區主教           | 1994年         | 2021年12月4日  | 2023年9月30日 |
|           | 王躍勝 達陡     | 1966年2月27日 · 中国河南省駐馬店  |                 | 鄭州教區主教           | 1993年10月17日 | 2024年1月25日  | /             |
|           | 孫文君 聖安多尼 | 1970年11月1日 · 中国山東省濰坊    |                 | 濰坊教區主教           | 1995年12月     | 2024年1月29日  | /             |
|           | 吳奕順 伯多祿   | 1964年12月7日 · 中国福建省寧德    |                 | 邵武宗座監牧區宗座監牧 | 1992年8月      | 2024年1月31日  | /             |

### 引用
1. ↑  .   [2013-09-10]. （原始内容存档于2012-11-03）.
2. ↑  .   [2013-09-10]. （原始内容存档于2013-10-01）.
3. ↑  .   [2013-09-10]. （原始内容存档于2013-10-01）.
4. ↑  .   [2014-03-09]. （原始内容存档于2014-07-16）.
5. ↑  .   [2013-09-10]. （原始内容存档于2013-10-01）.
6. ↑  .   [2013-09-10]. （原始内容存档于2013-09-29）.
7. ↑  .   [2013-09-10]. （原始内容存档于2013-09-27）.
8. ↑  .   [2013-09-24]. （原始内容存档于2013-09-27）.
9. ↑  .   [2013-09-25]. （原始内容存档于2013-09-27）.
10. ↑  .   [2013-09-24]. （原始内容存档于2013-09-24）.
11. ↑  .   [2013-09-25]. （原始内容存档于2013-09-27）.
12. ↑  .   [2013-09-25]. （原始内容存档于2013-09-27）.
13. ↑  .   [2018-02-19]. （原始内容存档于2014-02-04）.
14. ↑  .   [2013-09-28]. （原始内容存档于2013-09-29）.
15. ↑  .   [2019-08-30]. （原始内容存档于2021-02-07）.
16. ↑  .   [2013-09-28]. （原始内容存档于2013-09-25）.
17. ↑  .   [2013-09-28]. （原始内容存档于2013-10-01）.
18. ↑  .   [2013-09-30]. （原始内容存档于2013-10-01）.
19. ↑  .   [2013-09-30]. （原始内容存档于2013-10-01）.
20. ↑  .   [2013-09-30]. （原始内容存档于2013-10-01）.
21. ↑  .   [2013-09-30]. （原始内容存档于2013-10-01）.
22. ↑  .   [2013-10-01]. （原始内容存档于2013-10-04）.
23. ↑  .   [2013-10-01]. （原始内容存档于2013-10-04）.
24. ↑  .   [2013-10-03]. （原始内容存档于2013-10-04）.
25. ↑  .   [2013-10-01]. （原始内容存档于2013-10-05）.
26. ↑  .   [2013-10-01]. （原始内容存档于2007-11-13）.
27. ↑  .   [2013-10-03]. （原始内容存档于2013-10-04）.
28. ↑  .   [2013-10-03]. （原始内容存档于2013-09-27）.
29. ↑  .   [2013-10-03]. （原始内容存档于2013-10-02）.
30. ↑  .   [2013-10-04]. （原始内容存档于2007-05-23）.
31. ↑  .   [2013-10-04]. （原始内容存档于2013-10-04）.
32. ↑  .   [2014-01-21]. （原始内容存档于2014-02-03）.
33. ↑  .   [2013-10-04]. （原始内容存档于2013-10-20）.
34. ↑  .   [2013-10-04]. （原始内容存档于2013-09-29）.
35. ↑  .   [2013-11-27]. （原始内容存档于2013-04-20）.
36. ↑  .   [2013-11-27]. （原始内容存档于2013-09-29）.
37. ↑  .   [2013-11-27]. （原始内容存档于2013-09-16）.
38. ↑  .   [2013-11-27]. （原始内容存档于2013-09-05）.
39. ↑  .   [2014-01-07]. （原始内容存档于2014-01-07）.
40. ↑  .   [2014-01-07]. （原始内容存档于2013-09-29）.
41. ↑  .   [2014-01-07]. （原始内容存档于2013-09-16）.
42. ↑  .   [2014-01-07]. （原始内容存档于2008-08-13）.
43. ↑  .   [2013-11-27]. （原始内容存档于2013-09-17）.
44. ↑  .   [2014-01-07]. （原始内容存档于2013-09-29）.
45. ↑  .   [2014-02-03]. （原始内容存档于2014-02-20）.
46. ↑  .   [2014-01-21]. （原始内容存档于2013-12-04）.
47. ↑  .   [2014-01-07]. （原始内容存档于2014-01-07）.
48. ↑  .   [2014-01-21]. （原始内容存档于2014-02-03）.
49. ↑  .   [2014-03-16]. （原始内容存档于2014-03-16）.
50. ↑  .   [2014-01-21]. （原始内容存档于2013-09-05）.
51. ↑  .   [2014-01-21]. （原始内容存档于2014-01-07）.
52. ↑  .   [2014-01-21]. （原始内容存档于2014-02-03）.
53. ↑  .   [2014-01-21]. （原始内容存档于2013-10-29）.
54. ↑  .   [2014-01-21]. （原始内容存档于2013-09-17）.
55. ↑  .   [2014-03-20]. （原始内容存档于2014-07-05）.
56. ↑  .   [2014-01-21]. （原始内容存档于2014-02-03）.
57. ↑  .   [2014-02-03]. （原始内容存档于2008-10-12）.
58. ↑  .   [2021-10-02]. （原始内容存档于2017-08-23）.
59. ↑  .   [2014-03-16]. （原始内容存档于2016-08-17）.
60. ↑  .   [2014-02-03]. （原始内容存档于2011-11-11）.
61. ↑  .   [2014-03-20]. （原始内容存档于2014-07-05）.
62. ↑  .   [2017-02-06]. （原始内容存档于2017-10-08）.
63. ↑  .   [2017-02-05]. （原始内容存档于2017-02-06）.
64. ↑  .   [2014-02-03]. （原始内容存档于2010-06-20）.
65. ↑  .   [2014-02-03]. （原始内容存档于2014-02-20）.
66. ↑  .   [2014-02-03]. （原始内容存档于2010-06-04）.
67. ↑  .   [2019-05-18]. （原始内容存档于2021-02-07）.
68. ↑  .   [2017-02-05]. （原始内容存档于2017-04-20）.
69. ↑  .   [2017-02-15]. （原始内容存档于2013-11-03）.
70. ↑  .   [2017-02-06]. （原始内容存档于2012-09-24）.
71. ↑  .   [2014-03-19]. （原始内容存档于2017-12-01）.
72. ↑  .   [2014-03-03]. （原始内容存档于2015-09-24）.
73. ↑  .   [2017-11-18]. （原始内容存档于2013-10-20）.
74. ↑  .   [2019-02-02]. （原始内容存档于2020-02-25）.
75. ↑  .   [2014-03-03]. （原始内容存档于2017-08-19）.
76. ↑  .   [2014-03-03]. （原始内容存档于2013-10-15）.
77. ↑  .   [2019年12月29日]. （原始内容存档于2022年3月15日）.
78. ↑  .   [2017-02-10]. （原始内容存档于2018-04-05）.
79. ↑  .   [2017-10-07]. （原始内容存档于2013-10-20）.
80. ↑  .   [2014-08-18]. （原始内容存档于2014-02-04）.
81. ↑  .   [2014-03-03]. （原始内容存档于2014-01-10）.
82. ↑  .   [2014-03-03]. （原始内容存档于2015-09-24）.
83. ↑  .   [2014-03-19]. （原始内容存档于2013-10-20）.
84. ↑  .   [2014-03-19]. （原始内容存档于2014-02-04）.
85. ↑  .   [2017-03-17]. （原始内容存档于2017-05-06）.
86. ↑  .   [2019年12月24日]. （原始内容存档于2021年12月13日）.
87. ↑  .   [2019年12月22日]. （原始内容存档于2022年3月15日）.
88. ↑  .   [2014-03-03]. （原始内容存档于2014-04-08）.
89. ↑  .   [2014-03-03]. （原始内容存档于2015-09-24）.
90. ↑  .   [2014-03-03]. （原始内容存档于2019-06-17）.
91. ↑  .   [2019-05-31]. （原始内容存档于2021-02-07）.
92. ↑  .   [2014-03-03]. （原始内容存档于2014-01-10）.
93. ↑  .   [2014-03-19]. （原始内容存档于2014-02-04）.
94. ↑  .   [2014-03-16]. （原始内容存档于2013-12-06）.
95. ↑  .   [2017-10-07]. （原始内容存档于2017-10-08）.
96. ↑  .   [2017-04-24]. （原始内容存档于2013-10-20）.
97. ↑  .   [2017-02-05]. （原始内容存档于2013-10-20）.
98. ↑  .   [2017-10-12]. （原始内容存档于2013-12-06）.
99. ↑  .   [2014-08-13]. （原始内容存档于2014-08-14）.
100. ↑  .   [2015-01-14]. （原始内容存档于2013-10-20）.
101. ↑  .   [2017-02-05]. （原始内容存档于2013-10-20）.
102. ↑  .   [2014-03-03]. （原始内容存档于2014-04-08）.
103. ↑  .   [2014-03-16]. （原始内容存档于2015-03-25）.
104. ↑  .   [2015-01-14]. （原始内容存档于2015-10-03）.
105. ↑  .   [2014-03-19]. （原始内容存档于2014-07-17）.
106. ↑  .   [2015-01-14]. （原始内容存档于2014-02-04）.
107. ↑  .   [2017-10-07]. （原始内容存档于2013-10-20）.
108. ↑  .   [2019-05-11]. （原始内容存档于2020-08-09）.
109. ↑  .   [2017-04-24]. （原始内容存档于2017-06-17）.
110. ↑  .   [2014-03-16]. （原始内容存档于2013-12-06）.
111. ↑  .   [2018-02-04]. （原始内容存档于2014-02-04）.
112. ↑  .   [2014-03-16]. （原始内容存档于2013-10-20）.
113. ↑  .   [2017-03-17]. （原始内容存档于2017-05-06）.
114. ↑  .   [2017-02-05]. （原始内容存档于2017-04-28）.
115. ↑  .   [2019-05-31]. （原始内容存档于2019-08-13）.
116. ↑  .   [2014-03-19]. （原始内容存档于2013-10-20）.
117. ↑  .   [2014-03-19]. （原始内容存档于2013-10-20）.
118. ↑  .   [2017-02-11]. （原始内容存档于2015-09-05）.
119. ↑  .   [2014-03-19]. （原始内容存档于2013-10-20）.
120. ↑  .   [2017-02-06]. （原始内容存档于2017-02-07）.
121. ↑  .   [2014-03-03]. （原始内容存档于2014-01-10）.
122. ↑  .   [2017-04-24]. （原始内容存档于2013-12-03）.
123. ↑  .   [2014-02-27]. （原始内容存档于2009-12-19）.
124. ↑  .   [2014-08-13]. （原始内容存档于2013-04-22）.
125. ↑  .   [2017-10-07]. （原始内容存档于2017-10-08）.
126. ↑  .   [2017-02-06]. （原始内容存档于2013-10-20）.
127. ↑  .   [2014-03-16]. （原始内容存档于2014-01-16）.
128. ↑  .   [2018-02-04]. （原始内容存档于2013-10-20）.
129. ↑  .   [2014-03-16]. （原始内容存档于2018-01-02）.
130. ↑  .   [2014-03-19]. （原始内容存档于2014-07-17）.
131. ↑  .   [2014-03-16]. （原始内容存档于2018-02-13）.
132. ↑  .   [2018-09-24]. （原始内容存档于2019-06-09）.
133. ↑  .   [2017-02-04]. （原始内容存档于2015-09-24）.
134. ↑  .   [2019年12月20日]. （原始内容存档于2022年3月14日）.
135. ↑  .   [2017-10-07]. （原始内容存档于2017-10-08）.
136. ↑  .   [2019年12月26日]. （原始内容存档于2021年11月24日）.
137. ↑  .   [2014-03-16]. （原始内容存档于2013-12-06）.
138. ↑  .   [2023-01-11]. （原始内容存档于2023-01-02）.
139. ↑  .   [2017-02-06]. （原始内容存档于2016-12-18）.
140. ↑  .   [2014-03-03]. （原始内容存档于2013-10-19）.
141. ↑  .   [2014-08-19]. （原始内容存档于2014-08-20）.
142. ↑  .   [2014-03-16]. （原始内容存档于2014-01-10）.
143. ↑  .   [2014-03-03]. （原始内容存档于2014-01-10）.
144. ↑  .   [2017-03-22]. （原始内容存档于2013-12-06）.
145. ↑  .   [2014-03-19]. （原始内容存档于2013-10-20）.
146. ↑  羅篤熹生平[]
147. ↑  .   [2017-10-12]. （原始内容存档于2013-10-19）.
148. ↑  .   [2017-02-05]. （原始内容存档于2013-10-20）.
149. ↑  .   [2022年1月28日]. （原始内容存档于2014年2月4日）.
150. ↑  .   [2014-02-03]. （原始内容存档于2014-02-04）.
151. ↑  .   [2019-02-02]. （原始内容存档于2020-02-25）.
152. ↑  .   [2015-01-14]. （原始内容存档于2015-10-03）.
153. ↑  .   [2017-07-27]. （原始内容存档于2017-06-14）.
154. ↑  .   [2014-03-19]. （原始内容存档于2013-10-20）.
155. ↑  .   [2014-03-19]. （原始内容存档于2013-10-20）.
156. ↑  .   [2019-05-31]. （原始内容存档于2021-02-07）.
157. ↑  .   [2018-02-04]. （原始内容存档于2014-02-04）.
158. ↑  .   [2014-08-18]. （原始内容存档于2014-02-04）.
159. ↑  .   [2014-03-19]. （原始内容存档于2014-07-17）.
160. ↑  .   [2014-08-16]. （原始内容存档于2010-06-13）.
161. ↑  .   [2014-08-16]. （原始内容存档于2010-02-02）.
162. ↑  .   [2017-02-06]. （原始内容存档于2014-02-04）.
163. ↑  .   [2014-03-21]. （原始内容存档于2014-03-22）.
164. ↑  .   [2017-06-26]. （原始内容存档于2013-10-20）.
165. ↑  .   [2014-08-13]. （原始内容存档于2013-10-05）.
166. ↑  .   [2014-02-05]. （原始内容存档于2013-10-05）.
167. ↑  .   [2014-08-19]. （原始内容存档于2011-11-18）.
168. ↑  .   [2015-01-14]. （原始内容存档于2014-10-10）.
169. ↑  .   [2015-01-14]. （原始内容存档于2014-10-10）.
170. ↑  .   [2014-03-19]. （原始内容存档于2013-10-20）.
171. ↑  .   [2017-10-07]. （原始内容存档于2014-10-04）.
172. ↑  .   [2014-03-19]. （原始内容存档于2014-02-04）.
173. ↑  .   [2017-02-05]. （原始内容存档于2016-03-17）.
174. ↑  .   [2014-03-20]. （原始内容存档于2014-07-04）.
175. ↑  .   [2021-09-27]. （原始内容存档于2021-11-06）.
176. ↑  .   [2015-01-14]. （原始内容存档于2015-06-02）.
177. ↑  .   [2017-11-18]. （原始内容存档于2013-10-20）.
178. ↑  .   [2017-10-12]. （原始内容存档于2013-12-06）.
179. ↑  .   [2014-08-18]. （原始内容存档于2007-05-27）.
180. ↑  .   [2014-08-18]. （原始内容存档于2014-02-27）.
181. ↑  .   [2014-03-02]. （原始内容存档于2009-08-13）.
182. ↑  .   [2019-03-07]. （原始内容存档于2021-02-06）.
183. ↑  .   [2019-05-31]. （原始内容存档于2019-08-13）.
184. ↑  .   [2019-05-31]. （原始内容存档于2019-08-13）.
185. ↑  .   [2014-03-16]. （原始内容存档于2015-03-25）.
186. ↑  .   [2018-02-04]. （原始内容存档于2014-02-04）.
187. ↑  .   [2017-02-04]. （原始内容存档于2015-09-24）.
188. ↑  .   [2017-02-19]. （原始内容存档于2012-03-15）.
189. ↑  .   [2018-02-04]. （原始内容存档于2013-12-04）.
190. ↑  .   [2018-02-04]. （原始内容存档于2013-10-20）.
191. ↑  .   [2015-01-14]. （原始内容存档于2015-01-23）.
192. ↑  .   [2014-03-16]. （原始内容存档于2013-10-20）.
193. ↑  .   [2014-03-19]. （原始内容存档于2013-10-20）.
194. ↑  .   [2017-02-13]. （原始内容存档于2015-09-24）.
195. ↑  .   [2017-02-06]. （原始内容存档于2014-01-18）.
196. ↑  .   [2018-02-04]. （原始内容存档于2014-02-04）.
197. ↑  .   [2014-03-16]. （原始内容存档于2018-01-02）.
198. ↑  .   [2017-04-24]. （原始内容存档于2013-12-03）.
199. ↑  .   [2014-03-16]. （原始内容存档于2014-01-16）.
200. ↑  .   [2017-02-05]. （原始内容存档于2013-10-20）.
201. ↑  .   [2014-03-16]. （原始内容存档于2014-01-10）.
202. ↑  .   [2017-02-06]. （原始内容存档于2013-10-20）.
203. ↑  .   [2019-02-02]. （原始内容存档于2020-02-25）.
204. ↑  .   [2017-02-05]. （原始内容存档于2013-10-20）.
205. ↑  .   [2020年1月26日]. （原始内容存档于2022年3月21日）.
206. ↑  .   [2014-02-05]. （原始内容存档于2013-10-05）.
207. ↑  .   [2019年12月27日]. （原始内容存档于2021年8月14日）.
208. ↑  .   [2014-03-16]. （原始内容存档于2013-10-15）.
209. ↑  .   [2014-08-18]. （原始内容存档于2014-02-04）.
210. ↑  .   [2019-05-13]. （原始内容存档于2020-11-02）.
211. ↑  .   [2017-02-04]. （原始内容存档于2014-02-04）.
212. ↑  .   [2014-03-16]. （原始内容存档于2013-12-06）.
213. ↑  .   [2017-02-05]. （原始内容存档于2017-04-20）.
214. ↑  .   [2014-08-13]. （原始内容存档于2013-10-05）.
215. ↑  .   [2015-01-14]. （原始内容存档于2013-10-20）.
216. ↑  .   [2015-01-14]. （原始内容存档于2014-02-04）.
217. ↑  .   [2014-03-19]. （原始内容存档于2013-10-20）.
218. ↑  .   [2017-02-06]. （原始内容存档于2014-02-04）.
219. ↑  .   [2017-02-05]. （原始内容存档于2013-10-20）.
220. ↑  .   [2014-02-03]. （原始内容存档于2014-02-04）.
221. ↑  .   [2019-05-31]. （原始内容存档于2021-02-07）.
222. ↑  .   [2014-03-19]. （原始内容存档于2013-10-20）.
223. ↑  .   [2014-03-16]. （原始内容存档于2014-01-10）.
224. ↑  .   [2014-08-18]. （原始内容存档于2016-11-20）.
225. ↑  .   [2014-03-16]. （原始内容存档于2014-03-16）.
226. ↑  .   [2015-01-14]. （原始内容存档于2017-12-01）.
227. ↑  .   [2017-02-05]. （原始内容存档于2013-10-04）.
228. ↑  .   [2017-02-06]. （原始内容存档于2017-02-07）.
229. ↑  .   [2017-02-12]. （原始内容存档于2013-10-20）.
230. ↑  .   [2019年12月26日]. （原始内容存档于2021年11月18日）.
231. ↑  .   [2018-02-19]. （原始内容存档于2014-02-04）.
232. ↑  .   [2015-01-14]. （原始内容存档于2014-02-13）.
233. ↑  .   [2017-02-05]. （原始内容存档于2016-03-17）.
234. ↑  .   [2014-03-20]. （原始内容存档于2014-07-05）.
235. ↑  .   [2017-02-06]. （原始内容存档于2013-08-20）.
236. ↑  .   [2017-02-04]. （原始内容存档于2016-02-24）.
237. ↑  .   [2014-03-16]. （原始内容存档于2018-02-13）.
238. ↑  .   [2014-03-19]. （原始内容存档于2017-12-01）.
239. ↑  .   [2014-08-16]. （原始内容存档于2016-08-27）.
240. ↑  .   [2014-08-16]. （原始内容存档于2016-11-15）.
241. ↑  .   [2014-08-16]. （原始内容存档于2014-09-05）.
242. ↑  .   [2014-08-18]. （原始内容存档于2015-11-21）.
243. ↑  .   [2017-02-06]. （原始内容存档于2017-04-09）.
244. ↑  .   [2017-02-10]. （原始内容存档于2018-04-05）.
245. ↑  .   [2017-02-05]. （原始内容存档于2013-10-20）.
246. ↑  .   [2014-02-05]. （原始内容存档于2013-10-05）.
247. ↑  .   [2017-02-06]. （原始内容存档于2013-12-02）.
248. ↑  .   [2017-10-07]. （原始内容存档于2016-09-20）.
249. ↑  .   [2017-02-07]. （原始内容存档于2013-10-20）.
250. ↑  .   [2017-03-17]. （原始内容存档于2017-01-13）.
251. ↑  . 2025年6月11日  [2025年6月11日].
252. ↑  .   [2017-04-24]. （原始内容存档于2013-10-20）.
253. ↑  .   [2018-09-23]. （原始内容存档于2018-08-07）.
254. ↑  .   [2017-02-05]. （原始内容存档于2013-10-20）.
255. ↑  .   [2018-09-23]. （原始内容存档于2019-11-10）.
256. ↑  .   [2017-02-13]. （原始内容存档于2015-09-24）.
257. ↑  .   [2018-09-23]. （原始内容存档于2021-02-05）.
258. ↑  .   [2021-08-01]. （原始内容存档于2021-08-14）.
259. ↑  .   [2017-07-27]. （原始内容存档于2017-06-14）.
260. ↑  .   [2017-10-07]. （原始内容存档于2017-10-08）.
261. ↑  .   [2020-11-28]. （原始内容存档于2020-11-24）.
262. ↑  .   [2021-08-01]. （原始内容存档于2021-08-01）.
263. ↑  .   [2021-08-01]. （原始内容存档于2021-08-28）.
264. ↑  .   [2021-09-08]. （原始内容存档于2021-09-12）.
265. ↑  . 2021-10-11  [2017-08-12]. （原始内容存档于2021-12-04）.
266. ↑  . 2024年2月6日  [2024年2月6日]. （原始内容存档于2024年2月7日）.
267. ↑  . 2024年1月29日  [2024年1月29日]. （原始内容存档于2024年2月7日）.
268. ↑  . 2024年2月6日  [2024年2月6日]. （原始内容存档于2024年2月7日）.

## 外部連結
- 香港歷任宗座監牧、宗座代牧及教區主教
- 真命融线：首任国籍枢机主教——田耕莘 （页面存档备份，存于）
- 澳門教區歷任主教